# Ferrovia Brighton-Southampton
La ferrovia Brighton-Southampton (in inglese West Coastway line) è una linea ferroviaria britannica che collega la città di Brighton, nell'East Sussex, a Southampton, nell'Hampshire.

## Storia
La linea ha una storia complessa ed è stata costruita in più fasi da cinque diverse società tra il 1840 e il 1889.
La linea da Brighton a Shoreham-by-Sea era un ramo della London and Brighton Railway, inaugurata il 12 maggio 1840, prima del completamento della linea fondamentale proveniente da Londra.
Le estensioni di questa linea verso Worthing (inaugurata il 24 novembre 1845), Arundel & Littlehampton (inaugurata il 16 marzo 1846) e Chichester (inaugurata l'8 giugno 1846) furono costruite dalla Brighton and Chichester Railway.

Nel luglio 1846 queste due compagnie si fusero con altre per formare la London, Brighton and South Coast Railway (LBSCR), che proseguì la linea fino a Havant (inaugurata il 15 marzo 1847) e Portsmouth (inaugurata il 14 giugno 1847).
Parte di questa tratta divenne di proprietà comune con la London and South Western Railway (LSWR), in seguito all'apertura della linea LSWR da Fareham a Portcreek Junction il 1° ottobre 1848 (che si collegava alla ferrovia Eastleigh-Fareham).
La Southampton and Netley Railway costruì una linea di collegamento con l'Ospedale militare Victoria di Netley, inaugurata il 5 marzo 1866 e gestita dalla LSWR.
Il collegamento finale da Netley a Fareham fu aperto dalla LSWR il 2 settembre 1889.
Nel frattempo, la LBSCR aprì il ramo per Littlehampton dal bivio di Ford il 17 agosto 1863 e il ramo per Bognor Regis dal bivio di Barnham il 1° giugno 1864.
A est di Portsmouth la linea fu elettrificata (utilizzando una terza rotaia a 750 V CC) dalla Southern Railway prima della seconda guerra mondiale in due fasi:
- Tra Brighton e West Worthing nel 1933;[1][2][3]
- Tra West Worthing e Havant nel 1938 (dove si unì alla linea elettrificata Portsmouth Direct), comprese le diramazioni per Littlehampton e Bognor.

### Incidenti
- Il 23 luglio 1894 il carrello dei freni e due carrozze di un treno deragliarono e si ribaltarono presso la fermata di Farlington. Il capotreno rimase ucciso e sette passeggeri feriti.[4]
- Il 22 settembre 1965, un autotreno si scontrò con un autobus a due piani su un passaggio a livello tra le stazioni di Angmering e Goring-by-Sea, a causa di un errore del casellante. Otto persone rimasero ferite e tre uccise.[5]

## Caratteristiche

### Percorso
| Head station |

| Unknown route-map component "CONTg@G" | Straight track |  |

| Unknown route-map component "CONTgq" | Unknown route-map component "ABZql+r" | Unknown route-map component "ABZgr" |  |  |

| Enter and exit tunnel | Straight track |  |

| Straight track | Enter and exit tunnel |  |

| Straight track | Unknown route-map component "eHST" |  |

| One way leftward | Unknown route-map component "ABZg+r" |  |

| Station on track |

| Stop on track |

| Unknown route-map component "eHST" |

| Unknown route-map component "exCONTgq" | Unknown route-map component "eABZgr" |  |

| Stop on track |

| Stop on track |

| Stop on track |

| Unknown route-map component "eHST" |

| Station on track |

| Unknown route-map component "exCONTgq" | Unknown route-map component "eABZgr" |  |

| Transverse water | Unknown route-map component "hKRZWae" | Transverse water |

| Airport | Unknown route-map component "eHST" |  |

| Stop on track |

| Stop on track |

| Station on track |

| Stop on track |

| Stop on track |

| Stop on track |

| Stop on track |

| Unknown route-map component "eHST" |

| Unknown route-map component "eHST" |

| Unknown route-map component "CONTgq" | Unknown route-map component "ABZg+r" |  |

|  | Straight track | Continuation backward |

|  | Junction both to and from left | One way rightward |

| Transverse water | Unknown route-map component "hKRZWae" | Transverse water |

| Stop on track |

| Unknown route-map component "eHST" |

| Station on track |

|  | Unknown route-map component "ABZgl" | Unknown route-map component "CONTf+r" |

| Unknown route-map component "eHST" |

| Unknown route-map component "eHST" |

| Station on track |

|  | Unknown route-map component "emABZgl" | Unknown route-map component "uexCONTfq" |

| Unknown route-map component "exCONTgq" | Unknown route-map component "eABZgr" |  |

|  | Stop on track |

|  | Stop on track |

|  | Stop on track |

|  | Stop on track |

|  | Stop on track |

|  | Stop on track |

| Unknown route-map component "CONTgq" | Unknown route-map component "ABZg+r" |  |

|  | Unknown route-map component "eABZg+l" | Unknown route-map component "exCONTfq" |

| Station on track |

| Stop on track |

|  | Junction both to and from left | Unknown route-map component "CONTf+r" |

| Station on track |

| Unknown route-map component "eHST" |

| Unknown route-map component "SKRZ-Bu" |

| Stop on track |

|  | Unknown route-map component "eABZg+l" | Unknown route-map component "exCONTfq" |

| Station on track |

| Unknown route-map component "CONTgq" | Unknown route-map component "ABZgr" |  |

|  | Stop on track |

|  | Unknown route-map component "epHST" |

|  | Stop on track |

|  | Straight track | Unknown route-map component "exKDSTa" |

|  | + Unknown route-map component "eKRWg+l" + Unknown route-map component "lHST-" | Unknown route-map component "exKRWr" |

|  | Unknown route-map component "eABZg+l" | Unknown route-map component "exKBSTeq" |

|  | Stop on track |

|  | Stop on track |

|  | Stop on track |

|  | Stop on track |

|  | Unknown route-map component "hKRZWae" |

| Unknown route-map component "CONTgq" | Unknown route-map component "ABZg+r" |  |

| Stop on track |

| Unknown route-map component "eHST" |

|  | Unknown route-map component "ABZgl" | Unknown route-map component "STR+r" |

|  | Unknown route-map component "eABZgl+l" | Unknown route-map component "eABZg+r" |

|  | Straight track | Continuation forward |

| Enter and exit tunnel |

| Unknown route-map component "eHST" |

| Station on track |

|  | Continuation forward |